# Maurice Hope
Maurice Hope (Saint John's, 6 dicembre 1951) è un ex pugile britannico, originario di Antigua.
Fu campione europeo e poi campione mondiale WBC dei pesi medi junior dal 4 marzo 1979 al 23 maggio 1981. Combatté fino all'inizio degli anni 80 incontrando, tra gli altri, Vito Antuofermo, Rocky Mattioli e Luigi Minchillo. 

## Biografia

### Carriera tra i dilettanti
Nativo dell'isola di Antigua, la vita sportiva di Hope iniziò nei primi anni 70, quando si trasferì con i familiari in Inghilterra, a Londra, dove la boxe è uno sport molto popolare. Difese i colori del Regno Unito alle Olimpiadi di Monaco (1972), tra i pesi welter. Dopo aver battuto il bahamense Garry Davis e lo spagnolo Alfonso Fernández, fu eliminato nei quarti di finale dall'ungherese János Kajdi che poi vincerà la medaglia d'argento.

### Carriera tra i professionisti
Esordì tra i professionisti il 18 giugno 1973, con una vittoria per Ko tecnico all'ottava ripresa contro John Smith.
Il 5 novembre 1974, a Wolverhampton, conquistò il titolo britannico dei pesi medi junior, battendo all'ottava ripresa Larry Paul. Il suo tentativo di conquistare anche il titolo vacante della categoria superiore si infranse nel giugno 1975 nei pugni di Bunny Sterling, per KO all'ottavo round. Dopo aver conquistato anche il titolo del Commonwealth dei medi junior fu inserito nella Top Ten della categoria.
Il 10 gennaio 1976, a Roma, conquistò il titolo europeo, strappandolo a Vito Antuofermo per Ko tecnico alla quindicesima ripresa. L'incontro, sino a quel momento era in sostanziale equilibrio ma poi una ferita non rimarginata di un precedente match alle sopracciglia del campione in carica aveva preso a sanguinare copiosamente, rendendo impossibile il proseguimento da parte dell'italo-americano.
Il 15 marzo 1977, a Berlino, si batté per la prima volta per il titolo mondiale della WBC contro il tedesco Eckhard Dagge. Il match finì in parità, consentendo al tedesco di mantenere il titolo. L'arbitro inglese aveva visto lo sfidante in vantaggio di tre punti; il giudice tedesco Dagge in vantaggio di uno, mentre il terzo giudice si era espresso per il pari.
Divenne campione mondiale WBC dei medi junior il 4 marzo 1979 per KO al nono round, battendo, a Sanremo Rocky Mattioli che era succeduto a Dagge nel titolo mondiale. Si ripeterà nella rivincita del 12 luglio 1980, a Londra, con un Ko tecnico all'undicesimo round. Dopo aver sconfitto anche Mike Baker, per ko tecnico alla settima ripresa, riuscì ancora a conservare il titolo battendo Carlos Maria del Valle, per unanime decisione ai punti, il 26 novembre 1980.
Il 23 maggio 1981, al Caesars Palace di Las Vegas, perse la corona alla 12ª ripresa atterrato sino al conto totale da Wilfred Benítez. Hope fu ricoverato per i postumi del match, ma si riprese e si sposò, dopo poco tempo, ritornando così in Inghilterra.
Il suo ritiro avvenne dopo essere stato battuto dall'italiano Luigi Minchillo, il 30 marzo 1982 al Wembley Arena di Londra, in un incontro valido per la cintura europea dei medi junior.
Il curriculum vitae di Maurice Hope si concluse così: 35 incontri, 30 vinti (24 prima del limite), 4 persi (2 Ko) e 1 pareggiato.